# Parachelon grandisquamis
Parachelon grandisquamis és un peix teleosti de la família dels mugílids i de l'ordre dels perciformes. Va ser descrit com a Mugil grandisquamis per A. Valenciennes el 1836.
Pot arribar als 40 cm de llargària total. És un peix migratori molt comú a les llacunes i estuaris, viu en aigua marina, dolça i salobrosa. Es troba a les costes de l'Atlàntic oriental (des de Mauritània fins a Guinea Equatorial).